# Тигролев
Тигон, тайгон, тиглев або тигролев (англ. tigon: від англ. tiger — «тигр» і англ. lion — «лев») — це гібрид великих кішок між самицею лева і самця тигра. Така гібридизація була найпопулярнішою в кінці XIX — початку XX століття, проте із середини XX століття увага зоологів перейшла на схрещування самиці тигра і самця лева. В природі тигролеви не зустрічаються, оскільки ареали тварин знаходяться доволі далеко один від одного: тигри живуть в Азії, а леви — в Центральній та Південній Африці.
Тигролеви, на відміну від лігрів, що мають нахили до гігантизму, зазвичай менші за звичайного тигра чи лева. Тигони навпаки мають нахили до карликовості.

## Зовнішній вигляд
Тигролеви мають ознаки обох батьків: вони можуть мати плями від матері (гени левів відповідають за плями — дитинчата левів народжуються плямистими) і смуги від батька. Грива тигонів, яка не завжди може проявитися, завжди буде коротша за гриву лева. Зазвичай вони менші за левів і тигрів і важать близько 150 кг. Самці тигонів завжди стерильні, хоча самиці часто можуть народжувати здорових дітей. Тому тигролевів у світі набагато менше за лігрів.

## Розведення
Найбільше тигролевів було розведено в Китаї, в провінції Хайнань. Китайці називають дитинчат «шиху», якщо батько лев, чи «хуши», якщо батько тигр. Зазвичай, вага кошенят при народженні становить 250-270 г, проте за два тижні вони набирають вже 1,5 кг. У віці одного місяця дитинча вже важить 25 кг.